# San Cataldo di Bella
San Cataldo è la principale frazione del comune di Bella in provincia di Potenza e conta 1 091 abitanti.

## Geografia fisica
La frazione si divide in due nuclei abitativi situati su due promontori diversi, rispettivamente ad 800 e 900 m s.l.m.. Ad ovest si incontra la località di Bagni San Cataldo, le cui terme furono attive fino al 1936.

## Storia
La frazione fu interessata dalla riforma agraria e trasformata nel 1953 in seguito al progetto dell'architetto Plinio Marconi

## Monumenti e luoghi di interesse
- Chiesa di San Cataldo

Esternamente si presenta con una facciata lineare con un ingresso ad arco e due vetrate laterali; questi elementi insieme al campanile a vela, situato sul lato ovest dell'edificio, sono stati aggiunti alla struttura preesistente. La costruzione si trova a ridosso di un ampio piazzale pavimentato. La vecchia facciata ancora oggi visibile è caratterizzata da una finestra circolare al disopra dell'ingresso principale. Internamente è costituita da un'unica navata sul cui fondo è collocato l'antico altare maggiore. Sul presbiterio invece troviamo il nuovo altare.
- Chiesa di Santissima Maria Regina in cielo

Costruita in stile contemporaneo, è situata nella piazza principale, intitolata ad Emanuele Gianturco.

## Cultura
Nella frazione di San Cataldo nel 1959 fu girato il cortometraggio "Nascita e morte nel meridione" di Luigi Di Gianni, documentario sulle dure condizioni di vita e sulle influenze del mondo magico sulla società contadina meridionale del tempo, in accordo con le contemporanee indagini etno-antropologiche di Ernesto de Martino.

## Sport
Ha sede nella frazione la ASD Calcio San Cataldo fondata nel 2009. Disputa il campionato di Eccellenza Lucana.